# Giải vô địch bóng đá nữ U-20 thế giới 2014
Giải vô địch bóng đá nữ U-20 thế giới 2014 là lần thứ bảy giải bóng đá nữ thế giới lứa tuổi 20 được tổ chức, diễn ra từ 5 tới 24 tháng 8 năm 2014 tại Canada. Canada trở thành chủ nhà của giải sau khi nước này giành quyền đăng cai Giải vô địch bóng đá nữ thế giới 2015. Đây cũng là lần thứ hai Canada tổ chức giải, lần trước là vào năm 2002.
Đức lên ngôi vô địch lần thứ ba sau khi hạ gục Nigeria 1–0 trong thời gian hiệp phụ trận chung kết.

## Các đội tham dự
Việc phân bổ các suất được thông qua bởi FIFA vào tháng 5 năm 2012.
| Liên đoàn                          | Vòng loại                                                 | Các đội                                   |
| ---------------------------------- | --------------------------------------------------------- | ----------------------------------------- |
| AFC (Châu Á)                       | Giải vô địch bóng đá nữ U-19 châu Á 2013                  | Trung Quốc · CHDCND Triều Tiên · Hàn Quốc |
| CAF (Châu Phi)                     | Vòng loại khu vực châu Phi 2014                           | Ghana · Nigeria                           |
| CONCACAF (Bắc, Trung Mỹ và Caribe) | Giải vô địch bóng đá nữ U-20 Bắc, Trung Mỹ và Caribe 2014 | Costa Rica · México · Hoa Kỳ              |
| CONMEBOL (Nam Mỹ)                  | Giải vô địch bóng đá nữ U-20 Nam Mỹ 2014                  | Brasil · Paraguay1                        |
| OFC (Châu Đại Dương)               | Giải vô địch bóng đá nữ U-20 châu Đại Dương 2014          | New Zealand                               |
| UEFA (Châu Âu)                     | Giải vô địch bóng đá nữ U-19 châu Âu 2013                 | Anh · Phần Lan · Pháp · Đức               |
| Chủ nhà                            | Chủ nhà                                                   | Canada                                    |

1.^ Đội lần đầu tham dự.

## Địa điểm
| Edmonton                  | Moncton                                      | Montréal             | Toronto                                   |
| ------------------------- | -------------------------------------------- | -------------------- | ----------------------------------------- |
| Sân vận động Commonwealth | Sân vận động Moncton                         | Sân vận động Olympic | Sân vận động bóng đá quốc gia (BMO Field) |
| Sức chứa: 56.302          | Sức chứa: 10.000 (có thể mở rộng lên 20.000) | Sức chứa: 65.255     | Sức chứa: 21.859                          |
|                           |                                              |                      |                                           |

## Danh sách cầu thủ
Tất cả các đội tham dự đều phải đăng ký 21 cầu thủ, trong đó có 3 thủ môn. Danh sách được FIFA công bố ngày 25 tháng 7 năm 2014.

## Vòng bảng
Lịch thi đấu được công bố ngày 6 tháng 8 năm 2013.
Giờ thi đấu là giờ địa phương:
- Edmonton theo giờ Mountain Daylight Time (MDT) (UTC−6)
- Montréal và Toronto theo giờ Eastern Daylight Time (EDT) (UTC−4)
- Moncton theo giờ Atlantic Daylight Time (ADT) (UTC−3)

### Bảng A
| Đội               | Tr | T | H | B | BT | BB | HS | Đ |
| ----------------- | -- | - | - | - | -- | -- | -- | - |
| CHDCND Triều Tiên | 3  | 2 | 0 | 1 | 5  | 2  | +3 | 6 |
| Canada            | 3  | 2 | 0 | 1 | 4  | 3  | +1 | 6 |
| Ghana             | 3  | 2 | 0 | 1 | 3  | 4  | −1 | 6 |
| Phần Lan          | 3  | 0 | 0 | 3 | 4  | 7  | −3 | 0 |

| Phần Lan      | 1–2      | CHDCND Triều Tiên                     |
| ------------- | -------- | ------------------------------------- |
| Laaksonen 28' | Chi tiết | Kim So-hyang 15' · Choe Yun-gyong 27' |

| Canada | 0–1      | Ghana       |
| ------ | -------- | ----------- |
|        | Chi tiết | Sumaila 22' |

| Ghana | 0–3      | CHDCND Triều Tiên                            |
| ----- | -------- | -------------------------------------------- |
|       | Chi tiết | Ri Un-sim 6', 78' · Jon So-yon 90+4' (ph.đ.) |

| Canada                                  | 3–2      | Phần Lan       |
| --------------------------------------- | -------- | -------------- |
| Beckie 48' · Sanderson 50' · Prince 80' | Chi tiết | Kemppi 3', 21' |

| CHDCND Triều Tiên | 0–1      | Canada     |
| ----------------- | -------- | ---------- |
|                   | Chi tiết | Beckie 65' |

| Ghana                    | 2–1      | Phần Lan   |
| ------------------------ | -------- | ---------- |
| Sumaila 71' · Cudjoe 86' | Chi tiết | Kemppi 50' |

### Bảng B
Trận hòa 5–5 giữa Đức và Trung Quốc cân bằng kỷ lục về số bàn thắng trong một trận đấu tại giải và thiết lập kỷ lục trận hòa có số bàn thắng nhiều nhất.
| Đội        | Tr | T | H | B | BT | BB | HS | Đ |
| ---------- | -- | - | - | - | -- | -- | -- | - |
| Đức        | 3  | 2 | 1 | 0 | 12 | 6  | +6 | 7 |
| Hoa Kỳ     | 3  | 2 | 0 | 1 | 4  | 2  | +2 | 6 |
| Trung Quốc | 3  | 0 | 2 | 1 | 6  | 9  | −3 | 2 |
| Brasil     | 3  | 0 | 1 | 2 | 2  | 7  | −5 | 1 |

| Đức                        | 2–0      | Hoa Kỳ |
| -------------------------- | -------- | ------ |
| Petermann 65' · Panfil 90' | Chi tiết |        |

| Trung Quốc      | 1–1      | Brasil     |
| --------------- | -------- | ---------- |
| Trương Trúc 89' | Chi tiết | Byanca 66' |

| Đức                                                       | 5–5      | Trung Quốc                                                                             |
| --------------------------------------------------------- | -------- | -------------------------------------------------------------------------------------- |
| Bremer 10' · Däbritz 45+1', 68' (ph.đ.) · Panfil 51', 71' | Chi tiết | Châu Bội Yến 40', 62' (ph.đ.) · Đường Giai Lệ 48' · Lôi Giai Tuệ 52' · Trương Thần 80' |

| Hoa Kỳ    | 1–0      | Brasil |
| --------- | -------- | ------ |
| Horan 82' | Chi tiết |        |

| Brasil    | 1–5      | Đức                                         |
| --------- | -------- | ------------------------------------------- |
| Carol 41' | Chi tiết | Däbritz 50', 78', 90+1' · Bremer 64', 90+3' |

| Hoa Kỳ                       | 3–0      | Trung Quốc |
| ---------------------------- | -------- | ---------- |
| Horan 19', 38' · Lavelle 49' | Chi tiết |            |

### Bảng C
| Đội      | Tr | T | H | B | BT | BB | HS | Đ |
| -------- | -- | - | - | - | -- | -- | -- | - |
| Nigeria  | 3  | 2 | 1 | 0 | 5  | 3  | +2 | 7 |
| Hàn Quốc | 3  | 1 | 1 | 1 | 4  | 4  | 0  | 4 |
| Anh      | 3  | 0 | 2 | 1 | 3  | 4  | −1 | 2 |
| México   | 3  | 0 | 2 | 1 | 3  | 4  | −1 | 2 |

| Anh        | 1–1      | Hàn Quốc               |
| ---------- | -------- | ---------------------- |
| Harris 68' | Chi tiết | Lee So-dam 15' (ph.đ.) |

| México     | 1–1      | Nigeria       |
| ---------- | -------- | ------------- |
| Ibarra 23' | Chi tiết | Igbinovia 42' |

| Anh      | 1–1      | México        |
| -------- | -------- | ------------- |
| Mead 36' | Chi tiết | Samarzich 70' |

| Hàn Quốc      | 1–2      | Nigeria              |
| ------------- | -------- | -------------------- |
| Kim So-yi 72' | Chi tiết | Dike 1' · Ihezuo 36' |

| Nigeria                         | 2–1      | Anh       |
| ------------------------------- | -------- | --------- |
| Ayila 41' · Oshoala 59' (ph.đ.) | Chi tiết | Parris 5' |

| Hàn Quốc                                  | 2–1      | México        |
| ----------------------------------------- | -------- | ------------- |
| Lee Geum-min 43' · Lee So-dam 65' (ph.đ.) | Chi tiết | Samarzich 74' |

### Bảng D
| Đội         | Tr | T | H | B | BT | BB | HS  | Đ |
| ----------- | -- | - | - | - | -- | -- | --- | - |
| Pháp        | 3  | 3 | 0 | 0 | 12 | 1  | +11 | 9 |
| New Zealand | 3  | 2 | 0 | 1 | 5  | 4  | +1  | 6 |
| Paraguay    | 3  | 1 | 0 | 2 | 2  | 6  | −4  | 3 |
| Costa Rica  | 3  | 0 | 0 | 3 | 2  | 10 | −8  | 0 |

| Pháp                                                                    | 5–1      | Costa Rica    |
| ----------------------------------------------------------------------- | -------- | ------------- |
| Lavogez 7' (ph.đ.), 38' · Robert 18' · Villalobos 22' (l.n.) · Sarr 53' | Chi tiết | Herrera 90+1' |

| New Zealand               | 2–0      | Paraguay |
| ------------------------- | -------- | -------- |
| Rolston 40' · Skilton 43' | Chi tiết |          |

| New Zealand | 0–4      | Pháp                                        |
| ----------- | -------- | ------------------------------------------- |
|             | Chi tiết | Diani 22' · Lavogez 53' · Le Bihan 80', 82' |

| Paraguay                     | 2–1      | Costa Rica  |
| ---------------------------- | -------- | ----------- |
| Romero 4' · Mora 88' (ph.đ.) | Chi tiết | Montero 29' |

| Costa Rica | 0–3      | New Zealand                           |
| ---------- | -------- | ------------------------------------- |
|            | Chi tiết | Skilton 24' · Lee 69' · O'Brien 90+4' |

| Paraguay | 0–3      | Pháp                                |
| -------- | -------- | ----------------------------------- |
|          | Chi tiết | Robert 5' (ph.đ.), 7' · Tarrieu 77' |

## Vòng đấu loại trực tiếp
Tại vòng đấu loại trực tiếp, nếu một trận đấu kết thúc với tỉ số hòa sau thời gian thi đấu chính thứcc, các đội sẽ bước vào hiệp phụ (15 phút một hiệp) và sau đó là loạt luân lưu để xác định đội thắng, trừ trận tranh hạng ba sẽ bước vào loạt sút luân lưu luôn để trận chung kết diễn ra đúng thời gian.
|  | Tứ kết                   | Tứ kết                |                       |   | Bán kết           | Bán kết               |                       |  | Chung kết | Chung kết |
|  |                          |                       |                       |   |                   |                       |                       |  |           |           |
|  | 16 tháng 8 - Toronto     |                       |                       |   |                   |                       |                       |  |           |           |
|  |                          |                       |                       |   |                   |                       |                       |  |           |           |
|  | CHDCND Triều Tiên (ph.đ) | 1 (3)                 |                       |   |                   |                       |                       |  |           |           |
|  | CHDCND Triều Tiên (ph.đ) | 1 (3)                 | 20 tháng 8 - Moncton  |   |                   |                       |                       |  |           |           |
|  | Hoa Kỳ                   | 1 (1)                 |                       |   |                   |                       |                       |  |           |           |
|  | Hoa Kỳ                   | 1 (1)                 | CHDCND Triều Tiên     | 2 |                   |                       |                       |  |           |           |
|  | 17 tháng 8 - Moncton     |                       | CHDCND Triều Tiên     | 2 |                   |                       |                       |  |           |           |
|  |                          |                       | Nigeria               | 6 |                   |                       |                       |  |           |           |
|  | Nigeria                  | 4                     | Nigeria               | 6 |                   |                       |                       |  |           |           |
|  | Nigeria                  | 4                     | 24 tháng 8 - Montréal |   |                   |                       |                       |  |           |           |
|  | New Zealand              | 1                     |                       |   |                   |                       |                       |  |           |           |
|  | New Zealand              | 1                     | Nigeria               | 0 |                   |                       |                       |  |           |           |
|  | 16 tháng 8 - Edmonton    |                       | Nigeria               | 0 |                   |                       |                       |  |           |           |
|  |                          | Đức (s.h.p.)          | 1                     |   |                   |                       |                       |  |           |           |
|  | Đức                      | Đức (s.h.p.)          | 1                     | 2 |                   |                       |                       |  |           |           |
|  | Đức                      | 20 tháng 8 - Montréal |                       | 2 |                   |                       |                       |  |           |           |
|  | Canada                   | 0                     |                       |   |                   |                       |                       |  |           |           |
|  | Canada                   | 0                     | Đức                   | 2 | Tranh hạng ba     | Tranh hạng ba         |                       |  |           |           |
|  | 17 tháng 8 - Montréal    |                       | Đức                   | 2 | Tranh hạng ba     | Tranh hạng ba         |                       |  |           |           |
|  |                          |                       | Pháp                  | 1 |                   | 24 tháng 8 - Montréal | 24 tháng 8 - Montréal |  |           |           |
|  | Pháp (ph.đ)              | 0 (4)                 | Pháp                  | 1 |                   | 24 tháng 8 - Montréal | 24 tháng 8 - Montréal |  |           |           |
|  | Pháp (ph.đ)              | 0 (4)                 |                       |   | CHDCND Triều Tiên | 2                     |                       |  |           |           |
|  | Hàn Quốc                 | 0 (3)                 |                       |   | CHDCND Triều Tiên | 2                     |                       |  |           |           |
|  | Hàn Quốc                 | 0 (3)                 | Pháp                  | 3 |                   |                       |                       |  |           |           |
|  |                          |                       |                       | 3 |                   |                       |                       |  |           |           |

### Tứ kết
| CHDCND Triều Tiên                                        | 1–1 (s.h.p.) | Hoa Kỳ                           |
| -------------------------------------------------------- | ------------ | -------------------------------- |
| Jon So-yon 54' (ph.đ.)                                   | Chi tiết     | Doniak 6'                        |
| Loạt sút luân lưu                                        |              |                                  |
| Jon So-yon · Choe Yun-gyong · Ri Kyong-hyang · Rim Se-ok | 3–1          | Jordan · Horan · Lavelle · Amack |

| Đức                    | 2–0      | Canada |
| ---------------------- | -------- | ------ |
| Bremer 24' · Knaak 82' | Chi tiết |        |

| Nigeria                           | 4–1      | New Zealand |
| --------------------------------- | -------- | ----------- |
| Oshoala 1', 12' · Sunday 84', 90' | Chi tiết | Rolston 89' |

| Pháp                                                | 0–0 (s.h.p.) | Hàn Quốc                                                               |
| --------------------------------------------------- | ------------ | ---------------------------------------------------------------------- |
|                                                     | Chi tiết     |                                                                        |
| Loạt sút luân lưu                                   |              |                                                                        |
| Toletti · Dafeur · Mbock Bathy · Perisset · Lavogez | 4–3          | Jang Sel-gi · Oh Yeon-hee · Kim Hye-yeong · Namgung Ye-ji · Lee Su-bin |

### Bán kết
| CHDCND Triều Tiên                      | 2–6      | Nigeria                                           |
| -------------------------------------- | -------- | ------------------------------------------------- |
| Ri Un-sim 31' · Jon So-yon 62' (ph.đ.) | Chi tiết | Dike 2' · Oshoala 24', 60', 68', 85' · Sunday 55' |

| Đức                        | 2–1      | Pháp            |
| -------------------------- | -------- | --------------- |
| Bremer 12' · Petermann 81' | Chi tiết | Mbock Bathy 45' |

### Tranh hạng ba
| CHDCND Triều Tiên                | 2–3      | Pháp                                    |
| -------------------------------- | -------- | --------------------------------------- |
| Ri Un-yong 48' · Choe Un-hwa 68' | Chi tiết | Lavogez 53' · Diallo 66' · Tounkara 79' |

### Chung kết
Cặp đấu Nigeria va Đức tái hiện trận chung kết năm 2010 khi Đức thắng 2–0. Đức lên ngôi vô địch lần thứ ba và cân bằng thành tích vô địch với Hoa Kỳ.
| Nigeria | 0–1 (s.h.p.) | Đức           |
| ------- | ------------ | ------------- |
|         | Chi tiết     | Petermann 98' |

## Cầu thủ ghi bàn
7 bàn
- Asisat Oshoala

5 bàn
- Pauline Bremer
- Sara Däbritz

4 bàn
- Claire Lavogez

3 bàn
- Theresa Panfil
- Lena Petermann
- Lindsey Horan
- Faustine Robert
- Juliette Kemppi
- Uchechi Sunday
- Jon So-yon
- Ri Un-sim

2 bàn
- Janine Beckie
- Sherifatu Sumaila
- Lee So-dam
- Tanya Samarzich
- Emma Rolston
- Steph Skilton
- Courtney Dike
- Clarisse Le Bihan
- Châu Bội Yến

1 bàn
- Martha Harris
- Beth Mead
- Nikita Parris
- Byanca
- Carol
- Nichelle Prince
- Valerie Sanderson
- Melissa Herrera
- Michelle Montero
- Rebecca Knaak
- Jennifer Cudjoe
- Kim So-yi
- Lee Geum-min
- Makenzy Doniak
- Rose Lavelle
- Fabiola Ibarra
- Megan Lee
- Tayla O'Brien
- Loveth Ayila
- Osarenoma Igbinovia
- Chinwendu Ihezuo
- Jennifer Mora
- Silvana Romero
- Aminata Diallo
- Kadidiatou Diani
- Griedge Mbock Bathy
- Ouleymata Sarr
- Mylaine Tarrieu
- Aissatou Tounkara
- Sini Laaksonen
- Choe Un-hwa
- Choe Yun-gyong
- Kim So-hyang
- Ri Un-yong
- Lôi Giai Tuệ
- Đường Giai Lệ
- Trương Thần
- Trương Trúc

Phản lưới nhà
- Fabiola Villalobos (trận gặp Pháp)

Nguồn: FIFA

## Giải thưởng
| Quả bóng vàng            | Quả bóng bạc        | Quả bóng đồng   |
| ------------------------ | ------------------- | --------------- |
| Asisat Oshoala           | Griedge Mbock Bathy | Claire Lavogez  |
| Chiếc giày vàng          | Chiếc giày bạc      | Chiếc giày đồng |
| Asisat Oshoala           | Pauline Bremer      | Sara Däbritz    |
| 7 bàn                    | 5 bàn               | 5 bàn           |
| Găng tay vàng            |                     |                 |
| Meike Kämper             |                     |                 |
| Đội đoạt giải phong cách |                     |                 |
| Canada                   |                     |                 |